# Fab Five: The Texas Cheerleader Scandal
Fab Five: The Texas Cheerleader Scandal (bra Fab Five: Aprontando pra Valer) é um filme americano de 2008, do gênero drama, dirigido por Tom McLoughlin, com roteiro de Teena Booth baseado numa história real ocorrida no Texas.

## Sinopse
Cinco cheerleaders adolescentes, conhecidas como as fab five, quebram todas as regras de uma escola secundária. Bebem, postam fotos sugestivas na internet e têm todo tipo de comportamento inadequado possível, com seus pais e superiores aprovando todos os seus atos.

## Elenco
- Tatum O'Neal .... diretora Lorene Tippit
- Jenna Dewan .... treinadora Emma Carr
- Ashley .... Benson
- Dameon Clarke .... treinador Adam Reeve
- Jessica Heap .... Jeri Blackburn
- Aimee Spring Fortier .... Lisa Toledo
- Stephanie Honoré .... Ashley
- Ashlynn Ross .... Tabitha Doering
- Carissa Capobianco .... Cindy Harper
- Hailey Wist .... Meagan Harper
- Natalie Rose .... Natalie Zamora